# Bräsmeantennmal
Bräsmeantennmal (Cauchas rufimitrella) är en fjärilsart som först beskrevs av Giovanni Antonio Scopoli 1763.  Bräsmeantennmal ingår i släktet Cauchas, och familjen antennmalar. Arten är reproducerande i Sverige.

## Bildgalleri

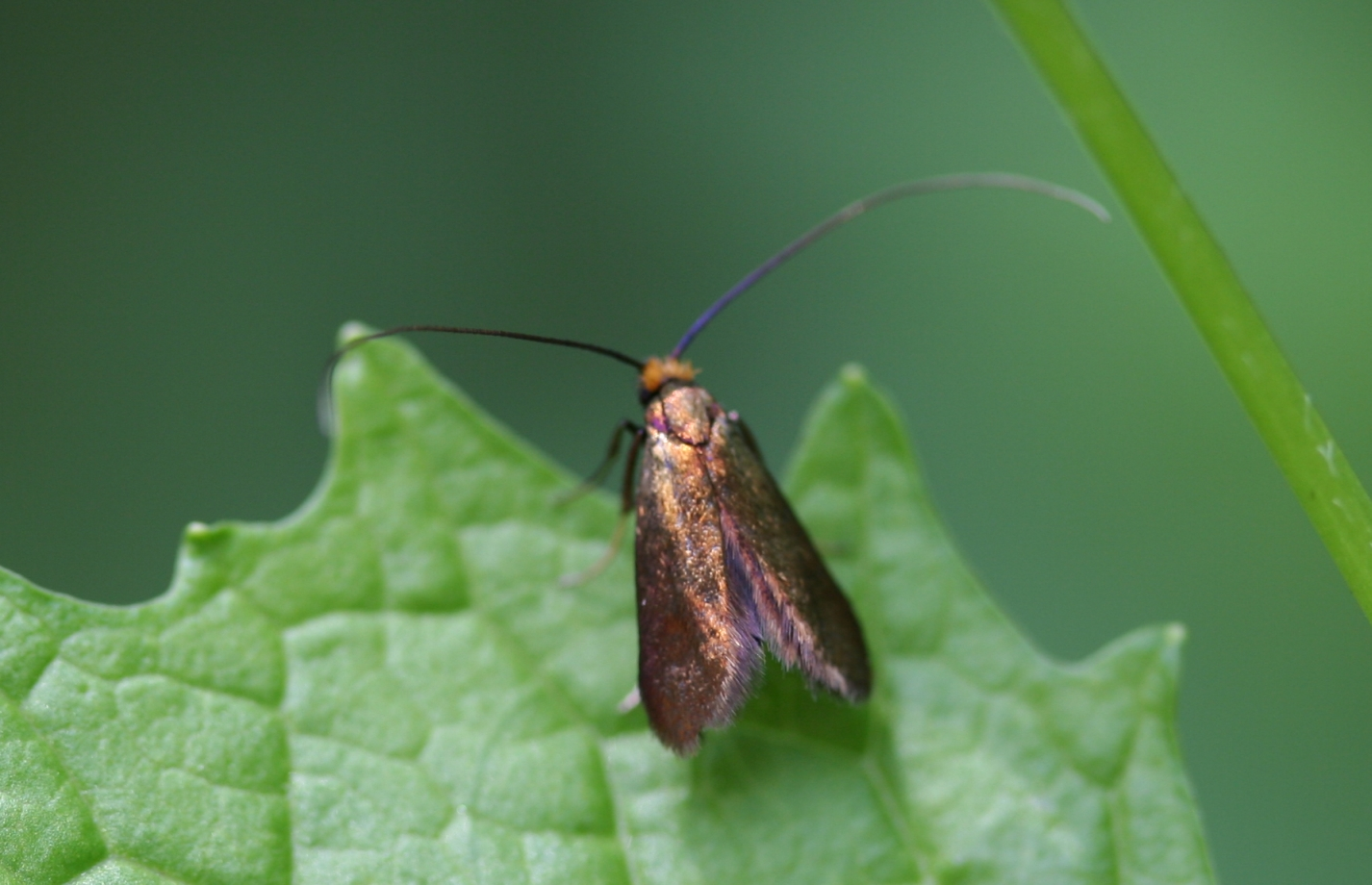
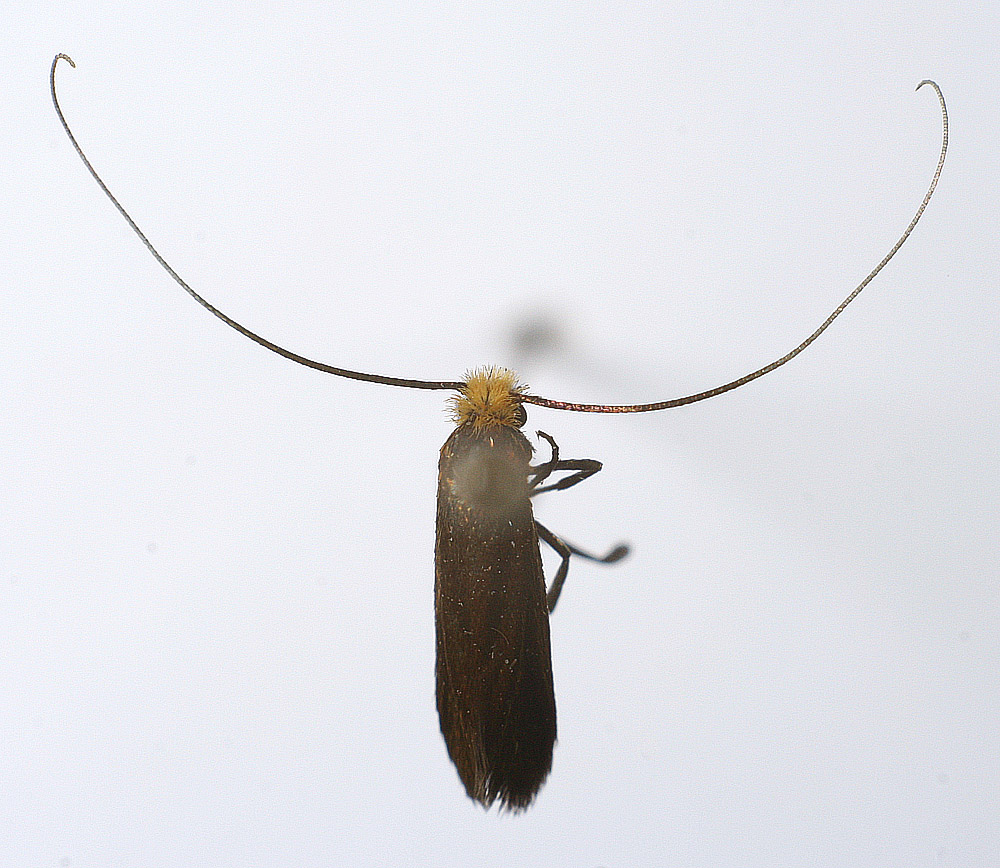
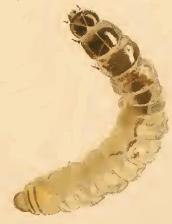
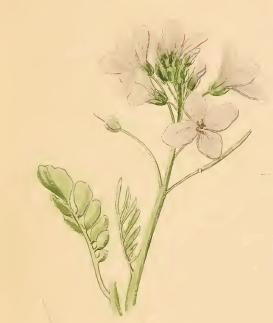
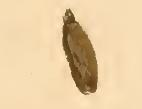